# Artomyces colensoi
Artomyces colensoi är en svampart som först beskrevs av Miles Joseph Berkeley, och fick sitt nu gällande namn av Jülich 1982. Artomyces colensoi ingår i släktet Artomyces och familjen Auriscalpiaceae.   Inga underarter finns listade i Catalogue of Life.

## Källor

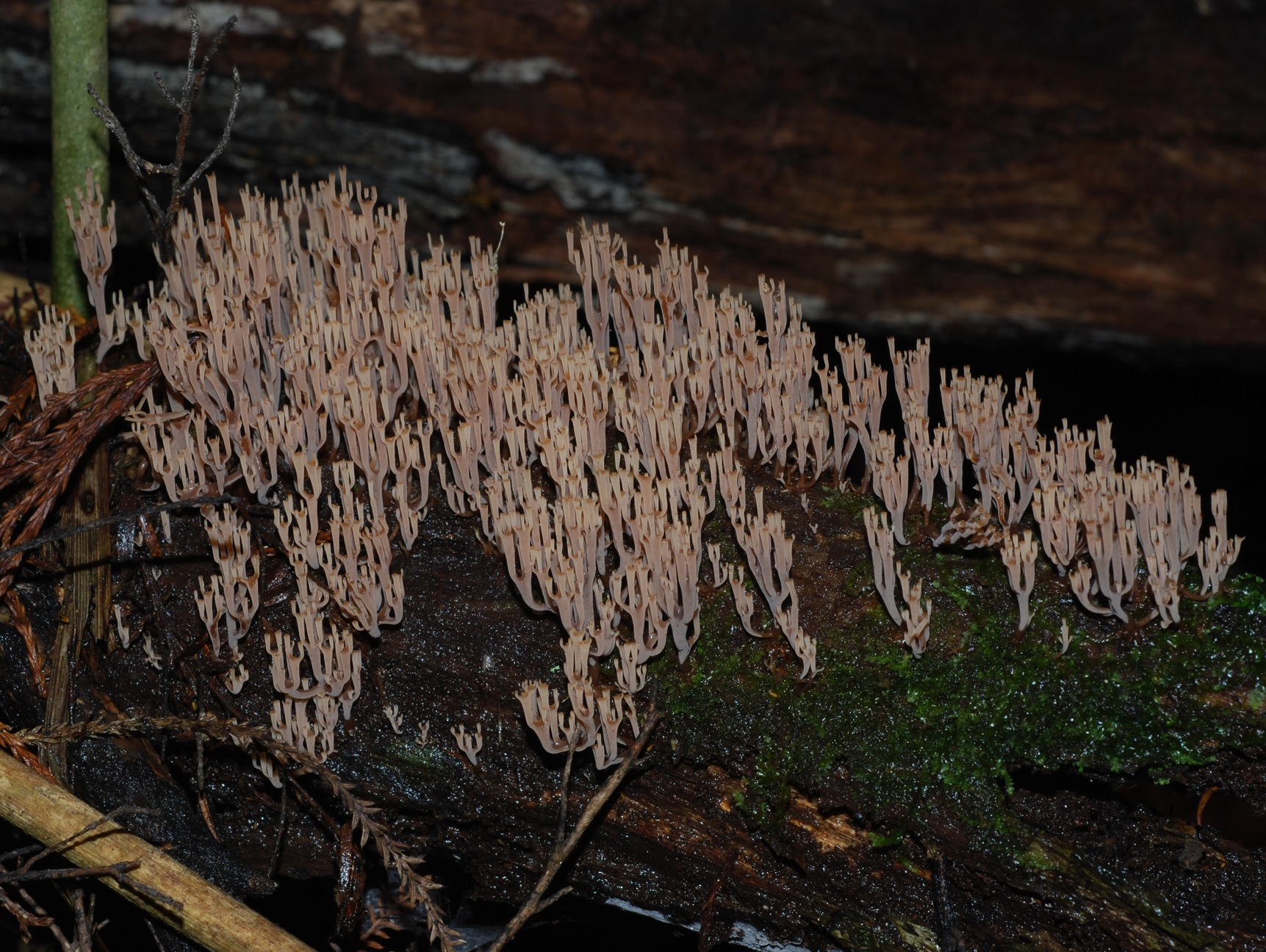
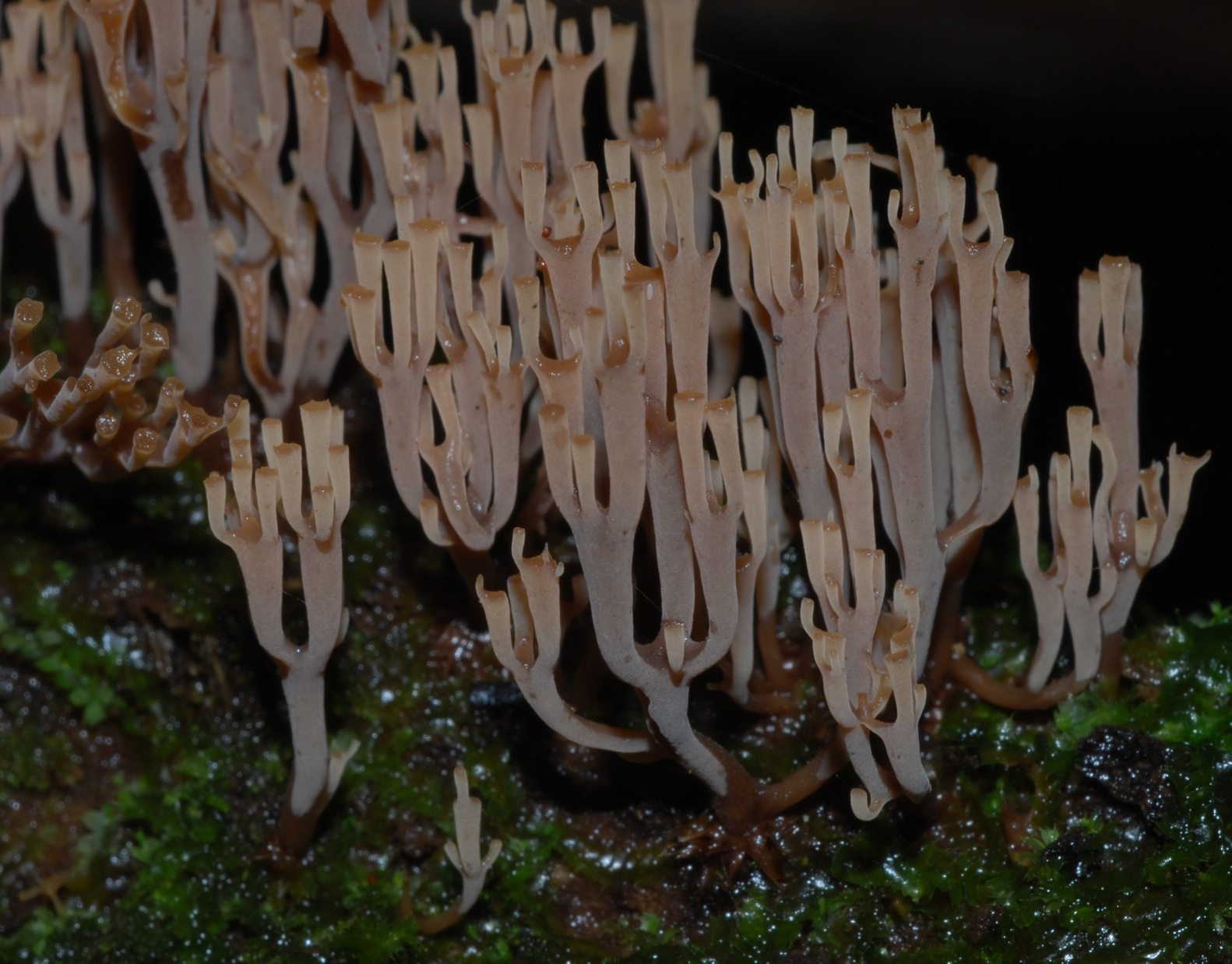